# یواس‌اس زیگ‌زاگ (اس‌پی-۱۰۶)
یواس‌اس زیگ‌زاگ (اس‌پی-۱۰۶) (به انگلیسی: USS Zigzag (SP-106)) یک کشتی بود که طول آن ۴۴ فوت ۰ اینچ (۱۳٫۴۱ متر) بود. این کشتی در سال ۱۹۱۶ ساخته شد.